# 祁阳白水大桥
祁阳白水大桥是中華人民共和國湖南省永州市祁阳县白水镇一座跨越湘江支流白水的橋樑。大桥全长820.55米，桥面宽10.5米，造型为混凝土拱桥，橋上的道路為 356省道，該橋於1977年开工，1980年5月竣工。

## 外部鏈接
- 祁阳县 S320 线白水大桥人行道改造工程 一阶段施工图设计[]
- 老百晓集桥